# عملية السرعة والغضب

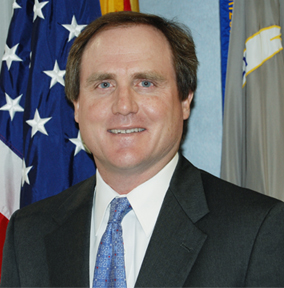
دينيس ك. بيرك, وكيل وزارة العدل الأميركية من أريزونا, الذي اضطر إلى الاستقالة في أغسطس 2011، مع رئيس مكتب الكحول والتبغ والأسلحة النارية والمتفجرات، في أعقاب الفضيحة الناجمة عن العملية.

عملية السرعة والغضب هي عملية تسلل سميت على اسم فيلم 2001، أجريت بين عامي 2009 و2010، في كل من أريزونا والمكسيك، من قبل المكتب الأمريكي للكحول والتبغ والأسلحة النارية والمتفجرات المعروف اختصارا (ATF) كجزء من مشروع Gunrunner.
هدفت العملية إلى القبض على تجار الأسلحة الرئيسيين الذين يقومون بنقل الأسلحة المشتراة بشكل قانوني من قبل رجال القش من الولايات المتحدة إلى المكسيك، الغارقة في حرب ضد تهريب المخدرات. حيث كانت العملية موجهة بشكل خاص إلى كارتل سينالوا.
تم الكشف عن العملية للعموم حيث علمت المكسيك بوجودها في نفس الوقت - في أواخر يناير 2011، عندما أعلن المدعي العام لولاية أريزونا دينيس ك. بيرك أن 20 شخصًا قد اتُهموا بتهريب مئات الأسلحة عبر الحدود، من سبتمبر 2009 إلى ديسمبر 2010. ومع ذلك، كانت العملية موضوع تحقيق برلماني، واتهمت ATF بالسماح لهذه الحركة بالمرور، والتي كلفت في النهاية المدعي العام ورئيس ATF.
في 7 يونيو 2012، وتحت تهديده بازدراء الكونغرس لعدم تسليم الوثائق الإضافية المطلوبة، ظهر المدعي العام هولدر في الجلسة السابعة للكونغرس، حيث استمر في إنكار علمه بـ«السير بالأسلحة النارية» من قبل مسؤولين رفيعي المستوى.